# Khalid Shamis
Khalid Shamis (...) è un regista, sceneggiatore, montatore e produttore cinematografico sudafricano.

## Biografia
Studia regia, sceneggiatura e montaggio in Gran Bretagna e in Medio Oriente. Dal 2005 si stabilisce in Sudafrica.
Dopo un dottorato di due anni, si rende indipendente fondando una piccola casa di produzione, la Tubafilms, con la quale produce nel 2010 il cortometraggio The Killing of the Imam, che partecipa alla 21º edizione del Festival del Cinema Africano, d'Asia e America Latina di Milano. Dirige poi i documentari Imam and I e The Colonel's Stray Dogs. È anche autore e regista di videoclip musicali e sigle per diversi festival di cinema internazionali.

## Filmografia parziale

### Regista
- The Killing of the Imam - cortometraggio documentario (2010)
- Imam and I - documentario (2011)
- The Colonel's Stray Dogs - documentario (2021)